# Pat Stevens
Patricia Stevens (16 de septiembre de 1945 en Linden, Nueva Jersey † 26 de mayo de 2010), conocida artísticamente como Pat Stevens, fue una actriz estadounidense. Alcanzó una gran popularidad como la enfermera Baker en la serie de televisión M*A*S*H, así como por ser la segunda voz del popular personaje "Velma Dinkley" durante el período de 1976 a 1979. 

## Filmografía
| Película   | Película                              | Película                                                                                | Película                                                             |
| Año        | Película                              | Personaje                                                                               | Notas                                                                |
| ---------- | ------------------------------------- | --------------------------------------------------------------------------------------- | -------------------------------------------------------------------- |
| 1979       | Scooby-Doo Goes Hollywood             | Velma Dinkley                                                                           | Acreditada como Pat Stevens                                          |
| 1984       | Crimes of Passion                     | Miembro del grupo #5                                                                    |                                                                      |
| Televisión |                                       |                                                                                         |                                                                      |
| Año        | Título                                | Personaje                                                                               | Notas                                                                |
| 1973       | The Girl with Something Extra         | Desconocido                                                                             | Dos episodios: And Baby Makes Two y Sugar and Spice and Quarterback  |
| 1974       | Police Woman                          | La secretaria                                                                           | Un episodio: The End Game                                            |
| 1974–1978  | M*A*S*H                               | Enfermera Mitchell, Enfermera Baker, Enfermera Stevens, Enfermera Brown, Enfermera Able | Quince episodios:                                                    |
| 1975       | ABC Afterschool Specials              | Madre de Tuck                                                                           | Un episodio: The Skating Rink                                        |
| 1975       | Karen                                 | Wendy                                                                                   | Un episodio: Dena Might                                              |
| 1976       | The Scooby-Doo/Dynomutt Hour          | Velma Dinkley                                                                           | 16 episodios del segmento Scooby-Doo                                 |
| 1977       | We've Got Each Other                  | Desconocido                                                                             | Un episodio: My Brother's Keeper                                     |
| 1978       | Dynomutt, Dog Wonder                  | Velma Dinkley                                                                           | 3 episodios: The Wizard of Ooze, What Now, Lowbrow? y Everybody Hyde |
| 1978       | The Bob Newhart Show                  | Wanda Moss                                                                              | Un episodio: Crisis in Education                                     |
| 1978       | ABC Weekend Specials                  | Mrs. Small                                                                              | Un episodio: The Contest Kid and the Big Prize                       |
| 1979       | Scooby-Doo and Scrappy-Doo            | Velma Dinkley                                                                           | Once episodios:                                                      |
| 1980       | The Ri¢hie Ri¢h/Scooby-Doo Show       | Velma Dinkley                                                                           | Episodios desconocidos                                               |
| 1982       | The Scooby and Scrappy-Doo Puppy Hour | Velma Dinkley                                                                           | Episodios desconocidos                                               |